# Phyllis Smith (Schauspielerin)

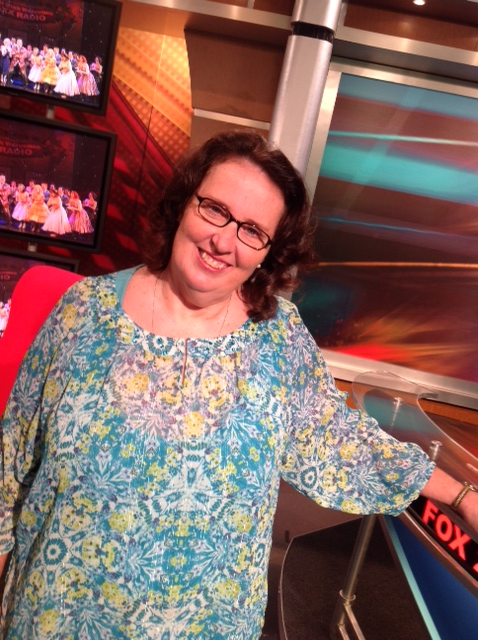
Phyllis Smith 2014 in St. Louis, MO bei KTVI FOX 2

Phyllis Smith (geboren am 10. Juli 1951) ist eine US-amerikanische Schauspielerin. Sie ist vor allem bekannt durch ihre Rolle als Phyllis Vance in der US-Sitcom The Office und ihre von Kritikern gelobte Synchronstimme als Kummer in der englischen Originalvertonung von Alles steht Kopf. Sie spielt eine wiederkehrende Rolle in der Netflix-Serie The OA.

## Frühes Leben
Smith wurde in The Hill, einem Nachbarort von St. Louis im US-Bundesstaat Missouri geboren. Sie ist das älteste von neun Geschwistern.

## Beruflicher Werdegang
Phyllis Smith beendete ihr Studium an der University of Missouri–St. Louis 1972 mit einem Abschluss in Primärschulbildung. In den 70er und 80er Jahren arbeitete sie als Tänzerin, Cheerleaderin für das alte St. Louis Cardinals Football-Team und als Burlesque-Tänzerin. Darüber sagte sie, es war "kein Strippen, aber ich trug Federn." Aufgrund einer Knieverletzung war sie gezwungen, das Tanzen aufzugeben. Deswegen versuchte sie sich als Telefonverkäuferin, diesen Job gab sie allerdings nach nur drei Stunden auf. Danach arbeitete sie als Schauspielerin und Casterin in Hollywood, Kalifornien. Ihre erste bezahlte Rolle war ein Gastauftritt im Film Caddyshack.

## Karriere
Phyllis Smith arbeitete als Casting-Vertreterin für The Office, als ihr die Rolle von Phyllis Vance, einem Charakter, der speziell für sie entworfen wurde, angeboten wurde: eine ruhige Verkäuferin, die oft die Einstellung ihres Bosses Michael Scott ablehnt. Für diese Rolle erhielt sie 2006 und 2007 die Screen Actor Guild Awards in der Kategorie „Outstanding Performance by an Ensemble in a Comedy Series“. Im Juni 2008 trat sie zusammen mit ihren Schauspielkollegen von The Office bei Celebrity Family Feud auf. 2011 spielte sie eine Nebenrolle in Bad Teacher. Im Jahr 2015 vertonte sie Kummer im englischen Original des Pixar-Films Alles steht Kopf. Für diese Leistung wurde sie mehrfach von Kritikern gelobt. Seit 2016 erscheint sie regelmäßig in der Netflix-Sendung The OA.

## Rollen und Auftritte

### Filme
| Jahr | Titel                                | Rolle               | Bemerkungen                                           |
| ---- | ------------------------------------ | ------------------- | ----------------------------------------------------- |
| 1993 | Meister Dachs und seine Freunde      | Abigails Mutter     | Nicht im Abspann erwähnt/Nur in den gelöschten Szenen |
| 1994 | Die Prinzessin und der Kobold        | Sprecherin          | Nicht im Abspann erwähnt                              |
| 1995 | The Thief and the Cobbler            | Maiden von Mombassa | Nicht im Abspann erwähnt                              |
| 2005 | Jungfrau (40), männlich, sucht …     | Mrs. Stitzer        | Nicht im Abspann erwähnt                              |
| 2006 | I Want Someone to Eat Cheese With    | Marsha              |                                                       |
| 2011 | Bad Teacher                          | Lynn                |                                                       |
| 2011 | Alles in Butter                      | Nancy               |                                                       |
| 2011 | Alvin und die Chipmunks 3: Chipbruch | Flugbegleiterin     |                                                       |
| 2015 | Alles steht Kopf                     | Kummer (Stimme)     | Annie Award                                           |
| 2024 | Alles steht Kopf 2                   | Kummer (Stimme)     |                                                       |

### Fernsehen
| Jahr      | Titel                       | Rolle                 | Bemerkungen |
| --------- | --------------------------- | --------------------- | --- |
| 2005      | Arrested Development        | Carla                 | Episode: "The Immaculate Election" |
| 2005–2013 | Das Büro                    | Phyllis Vance         | In 187 Episoden Gewonnen: Screen Actors Guild Award/Bestes Schauspielensemble in einer Comedyserie (2007–2008) Nominiert: Screen Actors Guild Award/Bestes Schauspielensemble in einer Comedyserie (2009–2013) |
| 2006      | The Office: The Accountants | Phyllis Vance         | Episode: "Phyllis" |
| 2008      | The Office: The Outburst    | Phyllis Vance         | Episode: "The Explanation" |
| 2013      | Trophy Wife                 | Mrs. Patty Steinberg  | 3 Episoden |
| 2014      | The Middle                  | Mrs. Huff             | Episode: "The Sinkhole" |
| 2016–2019 | The OA                      | Betty Broderick-Allen | In (Staffel 1–2): 12 Episoden |

### Videospiele
| Jahr | Titel               | Rolle  | Bemerkungen                |
| ---- | ------------------- | ------ | -------------------------- |
| 2015 | Disney Infinity 3.0 | Kummer | Stimme (Originalvertonung) |

### Produktionsarbeit
| Jahr      | Titel                               | Rolle    | Bemerkungen |
| --------- | ----------------------------------- | -------- | ----------- |
| 1992      | Eine mörderische Freundschaft       | Casterin | Fernsehfilm |
| 1994–1997 | Dr. Quinn – Ärztin aus Leidenschaft | Casterin | 88 Episoden |
| 1999      | Roswell                             | Casterin | 1 Episode   |
| 2000–2002 | Chaos City                          | Casterin | 45 Episoden |
| 2005      | Lass es, Larry!                     | Casterin | 10 Episoden |